# 1FLTV
1FLTV (possiblement 1 Fürstentum Liechtenstein Television) és l'única televisió de Liechtenstein. Va començar a emetre el 15 d'agost de 2008 en alemany. Està sota la direcció de l'empresària austríaca Beatrix Schartl, i compta amb la llicència del govern de Liechtenstein.

## Eurovisió
La població d'aquesta petita nació sempre ha estat interessada a participar en el concurs musical d'Eurovisió, però això no era possible, ja que el país no tenia cap cadena de televisió. Si 1FLV entra dins la Unió Europea de Radiodifusió, Liechtenstein podrà prendre part del festival. De fet, el 1976 ja va provar de participar-hi, però va quedar fora per no disposar d'una televisió nacional.